# Imperatriz Matilde
A Imperatriz Matilde, também conhecida como Maud da Inglaterra (c. 7 de fevereiro de 1102 – 10 de setembro de 1167), foi uma pretendente ao trono inglês durante a guerra civil conhecida como a Anarquia. Era filha do rei Henrique I de Inglaterra e sua primeira esposa Edite da Escócia, tendo ido viver na Germânia ainda criança depois de se casar com o imperador Henrique V do Sacro Império Romano-Germânico. Ela viajou com o marido em 1116 para a Itália, onde foi coroada em uma cerimônia controversa na Basílica de São Pedro e atuou como regente imperial na região. Matilde e Henrique não tiveram filhos, com o imperador morrendo em 1125 e a coroa sendo tomada por seu rival político Lotário II.
Enquanto isso, seu irmão mais novo Guilherme Adelino morreu em 1120 no naufrágio do Barco Branco, deixando a Inglaterra para enfrentar uma potencial crise de sucessão. Seu pai chamou Matilde de volta para a Normandia depois da morte do imperador, com o rei lhe arranjando um casamento com Godofredo de Anjou a fim de formar uma aliança para proteger suas fronteiras ao sul. Henrique I não tinha outros filhos legítimos e assim nomeou Matilde como sua herdeira, fazendo com que sua corte prestasse um juramento de lealdade para ela e seus sucessores, porém essa decisão não foi popular. O rei morreu em 1135 e Matilde e Godofredo enfrentaram oposição dos barões normandos, sendo incapazes de assegurar suas reivindicações. O trono acabou sendo tomado por seu primo Estêvão de Blois, que tinha o apoio da Igreja Católica. Ele tomou passos para solidificar seu regime, porém enfrentou ameaças dos países vizinhos e oponentes dentro de seu próprio reino.
Matilde invadiu a Inglaterra em 1139 para tomar o reino pela força, tendo apoio de seu meio-irmão Roberto, 1.º Conde de Gloucester, e seu tio o rei David I da Escócia, enquanto Godofredo focou sua atenção para conquistar a Normandia. As forças de Matilde acabaram conseguindo capturar Estêvão em 1141 na Batalha de Lincoln, porém, sua tentativa de ser coroada na Abadia de Westminster ruiu ao enfrentar oposição da população de Londres. Ela foi forçada a recuar e como resultado nunca foi declarada Rainha da Inglaterra, sendo chamada no lugar de Senhora dos Ingleses. Roberto foi capturado no mesmo ano durante o Tumulto de Winchester, com Matilde concordando em trocá-lo por Estêvão. Ela foi cercada no Castelo de Oxford pelas forças do rei naquele inverno, sendo forçada a escapar durante a noite atravessando o rio Isis, em Abingdon, supostamente vestida de branco para se camuflar na neve. A guerra acabou entrando em um impasse, com Matilde controlando boa parte do sudoeste da Inglaterra enquanto Estêvão ficava com o sudeste e o centro do país. Partes do resto do reino ficaram nas mãos de barões locais independentes.
Matilde voltou para a Normandia em 1148, que tinha sido tomada por seu marido, deixando seu filho mais velho para continuar a campanha na Inglaterra; ele, eventualmente, fez um acordo com Estêvão na forma do Tratado de Wallingford, e o sucedeu no trono em 1154 como Henrique II, e formou o Império Angevino. Ela estabeleceu sua corte em Ruão e se preocupou com a administração da Normandia pelo restante da sua vida, agindo em nome do filho quando necessário. Matilde lhe proporcionou conselhos políticos durante o começo do reinado, tentando também mediar as disputas do rei com Tomás Becket. Ela também trabalhou muito com a igreja, fundando mosteiros da Ordem de Cister e ficando conhecida por sua piedade. Matilde morreu em 1167 e foi inicialmente enterrada no altar da Abadia de Bec, tendo mais tarde sido reenterrada na Catedral de Ruão.

## Infância

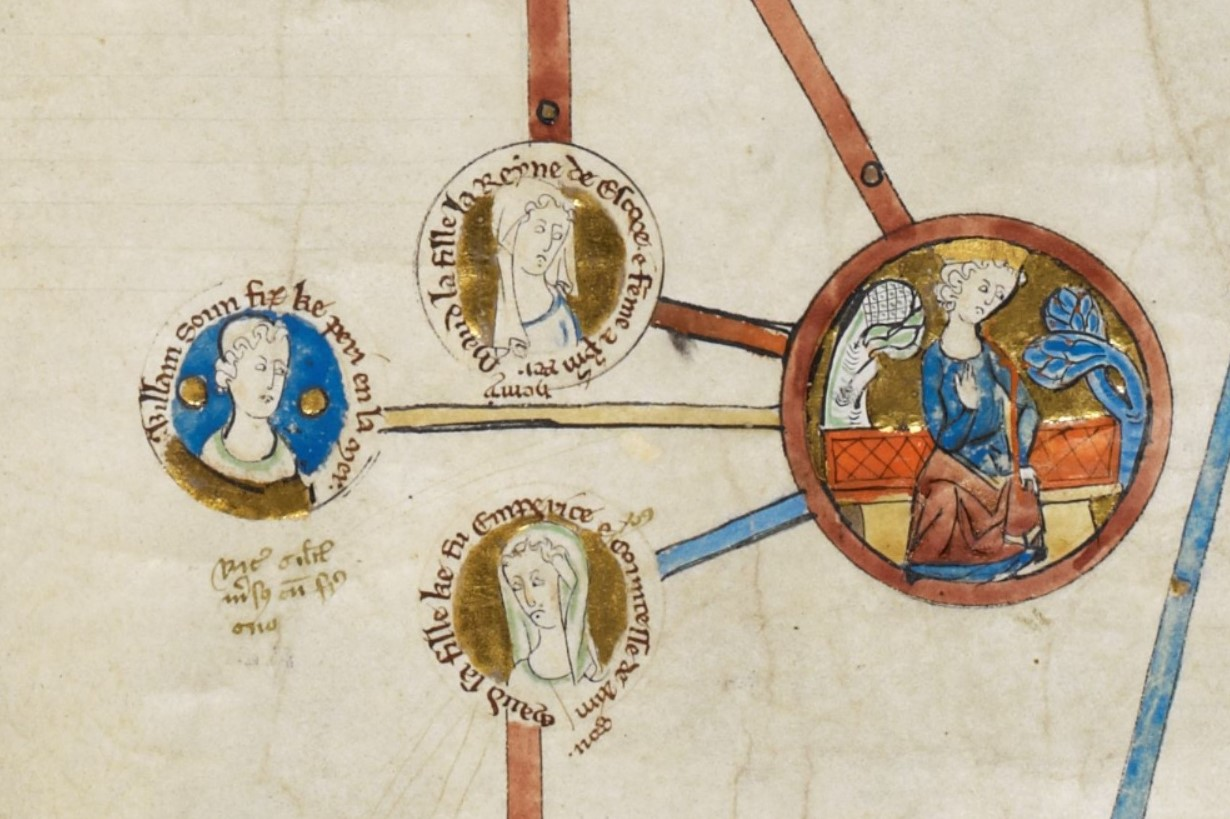
Árvore genealógica do século XIII que contém representações de Henrique I, Edite, Matilde e Guilherme Adelino.

Matilde era filha do rei Henrique I da Inglaterra e sua primeira esposa Edite da Escócia, tendo nascido possivelmente no dia 7 de fevereiro de 1102 em Sutton Courtenay, Oxfordshire. Henrique era o filho mais novo do rei Guilherme I, que tinha invadido a Inglaterra em 1066 vindo da Normandia, criando um império que se estendia até Gales. A invasão criou uma elite anglo-normanda, muitos com propriedades nos dois lados do Canal da Mancha. Esses barões tipicamente tinham ligações com o Reino da França, que naquela época era apenas uma coleção de condados e entidades políticas menores sob o controle nominal de um rei. Edite era filha do rei Malcolm III da Escócia, membro de uma família real anglo-saxã descendente do rei Alfredo de Wessex. Casar-se com Edite deu maior legitimidade ao reinado de Henrique, enquanto para ela foi uma oportunidade de ter grande posição e poder na Inglaterra.
Matilde tinha um irmão legítimo mais novo, Guilherme Adelino, enquanto as relações de seu pai com inúmeras amantes produziram por volta de 22 bastardos. Pouco se sabe sobre seu início de vida, porém ela provavelmente ficou com a mãe, foi ensinada a ler e recebeu educação em morais religiosas. Dentre os nobres que faziam parte da corte da sua mãe estava seu tio David, depois Rei da Escócia, e nobres aspirantes como seu meio-irmão Roberto, seu primo Estêvão de Blois e Brian FitzCount. Henrique deixou Matilde e Guilherme aos cuidados de Anselmo de Aosta, Arcebispo da Cantuária, em 1108 enquanto viajava pela Normandia; Anselmo era um clérigo muito bem visto por Edite. Não existem descrições detalhadas sobre a aparência de Matilde; contemporâneos a descreveram como muito bonita, porém isso pode apenas refletir uma prática convencional dentre os crônicos da época.

## Imperatriz

### Primeiro casamento

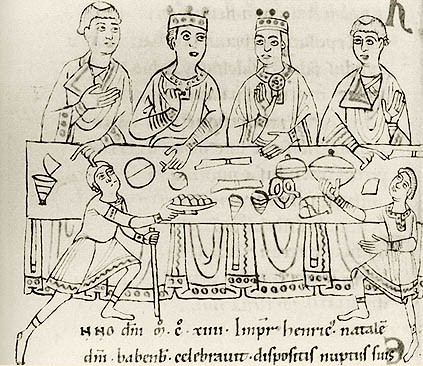
Representação do século XII do banquete de casamento de Henrique e Matilde.

Henrique V, então Rei dos Romanos, despachou enviados para a Normandia no final de 1108 ou início de 1109 para propor seu casamento com Matilde, escrevendo separadamente para Edite sobre o mesmo assunto. A união era atraente para o rei inglês: sua filha casaria-se em uma das dinastias mais prestigiadas da Europa, reafirmando sua própria situação levemente questionável como o filho mais novo de uma nova casa real, também ganhando um aliado para lidar com a França. Em troca, Henrique V receberia um dote de mil marcos, quantia que ele precisava para financiar sua expedição até Roma para ser coroado Imperador Romano-Germânico. Os detalhes finais foram negociados em junho de 1109 em Westminster, com Matilde comparecendo a um conselho real pela primeira vez naquele mês de outubro por causa da mudança de sua posição. Ela deixou a Inglaterra em fevereiro do ano seguinte indo para a Germânia.
O casal se encontrou pela primeira vez Liège antes de seguirem para Utrecht onde, no dia 10 de abril, eles oficialmente ficaram noivos. Matilde foi coroada Rainha dos Romanos em 25 de julho durante uma cerimônia na cidade de Mainz. Havia uma distância de idades considerável entre os dois, com Matilde tendo apenas oito anos enquanto Henrique tinha 24. Depois do noivado ela foi colocada aos cuidados de Bruno, o Arcebispo de Tréveris, que ficou encarregado de lhe ensinar a cultura, conduta e governo germânicos. Matilde foi considerada pronta para se casar em janeiro de 1114, com a cerimônia do casamento ocorrendo em Worms em meio a celebrações extravagantes. Ela entrou na vida pública germânica e recebeu uma criadagem própria.
Conflitos políticos estouraram pelo império pouco depois do casamento, iniciados quando Henrique prendeu seu chanceler Adalberto, também Arcebispo de Mainz, e vários outros príncipes germânicos. Seguiram-se várias rebeliões acompanhadas por oposição vinda da Igreja Católica, que na época desempenhava um papel importante na administração do império, com isso levando a excomungação formal do imperador pelo papa Pascoal II. Henrique e Matilde marcharam pelos Alpes e entraram na península Itálica no começo de 1116 com a intenção de ajeitarem as coisas com o papa permanentemente. Matilde nesse momento estava desempenhando um papel grande no governo imperial, patrocinando concessões, lidando com peticionários e participando de ocasiões cerimoniais. O resto do ano foi gasto assegurando o controle do norte italiano, com o casal por fim avançando para Roma no começo de 1117.
Pascoal fugiu quando Henrique e Matilde chegaram e, em sua ausência, o enviado papal Maurício Bourdin (depois o antipapa Gregório VIII) coroou o casal na Basílica de São Pedro provavelmente na época da Páscoa e certamente até Pentecostes. Matilde usou essa cerimônia para reivindicar o título de Imperatriz do Sacro Império Romano-Germânico. O império era governado por monarcas que, como Henrique, eram selecionados por nobres importantes para se tornarem Rei dos Romanos. Esses reis tipicamente esperavam serem depois coroados pelo papa como Imperador Romano-Germânico, porém isso não era garantido. Henrique tinha coagido Pascoal a coroá-lo em 1111, porém a posição de Matilde era menos clara. Ela era legitimamente a Rainha dos Romanos como resultado de seu casamento, um título que usava em seus selos e cartas, porém era incerto se ela tinha uma reivindicação legítima ao título de imperatriz.
Tanto a posição de Bourdin quanto as próprias cerimônias eram muito ambíguas. Estritamente falando, elas não foram coroações imperiais mas sim ocasiões formais em que a coroa foi usada, uma das poucas vezes no ano em que os governantes usavam suas coroas na corte. Bourdin também tinha sido excomungado na época em que conduziu a cerimônia, mais tarde sendo deposto e aprisionado pelo papa durante o restante da sua vida. Mesmo assim, Matilde manteve que tinha sido oficialmente coroada em Roma como imperatriz. Os títulos de imperador e imperatriz não eram usados consistentemente durante o período, mas mesmo assim seu uso do título tornou-se amplamente aceito. Ela também escolheu não contestar crônicos anglo-normandos que mais tarde incorretamente registraram que o próprio papa tinha lhe coroado em Roma.

### Morte de Henrique
Henrique voltou para a Germânia em 1118 a fim de suprimir novas rebeliões, deixando Matilde como sua regente para governar a Itália. Existem poucos registros sobre seu governo pelos dois anos seguintes, porém provavelmente ela ganhou considerável experiência prática. Ela seguiu para o norte em 1119 para se encontrar com o marido em Lotaríngia. Henrique estava ocupado tentando encontrar um meio termo com Pascoal. O imperador provavelmente com a imperatriz compareceram à Concordata de Worms em 1122. O conselho resolveu a duradoura disputa com a igreja quando Henrique abriu mão de seu direito de investir bispos com sua regalia episcopal. Matilde tentou visitar seu pai na Inglaterra naquele ano, porém a jornada foi bloqueada por Carlos I, Conde de Flandres, cujo território precisaria ser atravessado para alcançar seu destino. A historiadora Marjorie Chibnall afirma que a imperatriz tinha a intenção de discutir nessa jornada a questão da herança da coroa inglesa.
Matilde e Henrique permaneceram sem filhos, porém nenhum dos dois era considerado infértil e crônicos contemporâneos culparam o imperador e seus pecados contra a igreja por sua situação. Os dois viajaram juntos para o Reno no início de 1122 enquanto Henrique continuava a tentar suprimir agitações políticas, porém nessa época ele já estava sofrendo de câncer. Sua condição piorou e ele acabou morrendo em 23 de maio de 1125 em Utrecht, deixando Matilde sob a proteção de seu sobrinho Frederico II, Duque da Suábia e herdeiro de suas propriedades. O imperador tinha deixado a insígnia imperial com a esposa antes de morrer, porém não está claro quais instruções ele deu sobre o futuro do império, que naquele momento estava para enfrentar outra eleição para o poder. O arcebispo Adalberto depois conseguiu convencer Matilde a lhe entregar a insígnia, com o clérigo liderando o processo eleitoral que escolheu Lotário de Supplinburg, antigo inimigo de Henrique, como o novo Rei dos Romanos.
Matilde tinha então 23 anos de idade e suas opções sobre como passar o resto da sua vida eram limitadas. Ela não podia exercer um papel como regente imperial pois não tinha filhos, deixando-a apenas com as opções de se tornar uma freira ou se casar novamente. Ofertas de casamento começaram a chegar de alguns príncipes germânicos, porém ela escolheu voltar para a Normandia. Matilde aparentemente não esperava retornar para a Germânia já que ela abriu mão de sua propriedades imperiais e partiu com sua coleção pessoal de joias, sua própria regalia imperial, duas das coroas de Henrique e a valiosa relíquia da Mão de Santiago, o Apóstolo.

## Crise da sucessão

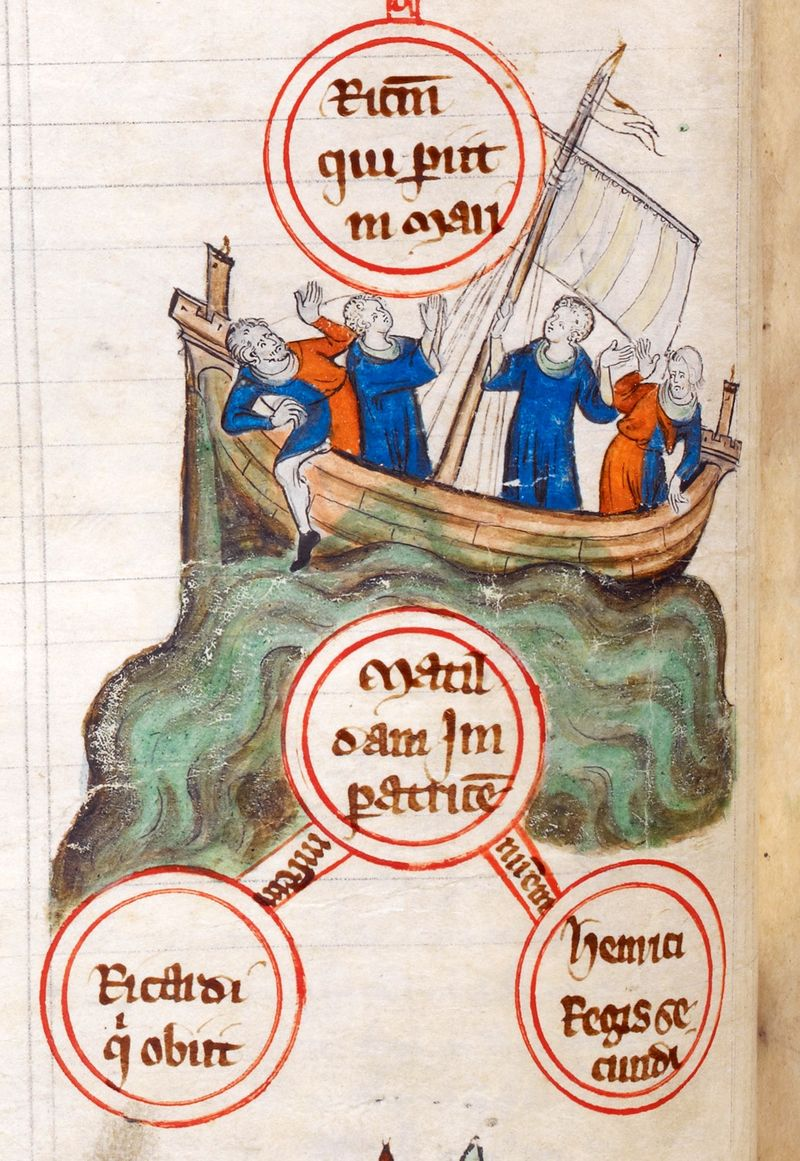
Representação do século XIV do naufrágio do Barco Branco.

A situação política da Inglaterra mudou drasticamente em novembro de 1120 com o naufrágio do Barco Branco. Por volta de trezentos passageiros, incluindo Guilherme Adelino e muitos outros nobres importantes, embarcaram em uma noite no Barco Branco em Barfleur na Normandia com destino à Inglaterra. A embarcação encalhou ainda na enseada pouco depois da sua partida, possivelmente devido a motivos de superlotação ou bebedeira em excesso por parte do comandante e tripulação, com apenas duas pessoas conseguindo sobreviver. Guilherme estava entre os mortos.
A sucessão inglesa entrou em dúvida com a morte de Guilherme. As regras de sucessão eram incertas no oeste europeu na época; algumas partes da França estavam adotando o princípio da primogenitura, em que o filho mais velho herdaria o título. Também era tradição que o rei francês coroasse seu sucessor enquanto ainda vivo, deixando a sucessão relativamente clara. Este não era o caso na Inglaterra, com a historiadora Eleanor Searle dizendo que o melhor que um nobre da época podia fazer era identificar uma gama de herdeiros legítimos, deixando-os para desafiar e disputar a herança após a morte do monarca. O problema era complicado ainda mais pela sequência de sucessões anglo-normandas instáveis nos sessenta anos anteriores. Guilherme I havia invadido a Inglaterra, com seus filhos mais velhos Guilherme, o Ruivo e Roberto Curthose tendo travado uma guerra entre si para estabelecerem a herança, enquanto Henrique apenas adquiriu o controla da Normandia pela força. Não houve sucessões pacíficas e incontestadas.
Henrique inicialmente tinha esperanças de ter outro filho homem. Edite tinha morrido em 1118, então o rei casou-se novamente com Adeliza de Lovaina. O casal não conseguiu ter filhos e o futuro da dinastia parecia estar em risco. É possível que Henrique possa ter começado a olhar para seus sobrinhos procurando um possível herdeiro. Ele talvez tenha considerado Estêvão de Blois, filho de sua irmã Adela, como uma possível opção e, talvez em preparação para isso, arranjou para ele um casamento muito benéfico com Matilde I, Condessa de Bolonha e prima materna da imperatriz. Teobaldo IV, Conde de Blois, que era irmão de Estêvão e um aliado próximo do rei, possivelmente também achou que estava nas graças de Henrique. Guilherme Clito, único filho de Roberto Curthose, era a escolha do rei Luís VI da França, porém Guilherme estava em uma revolta aberta contra Henrique e dessa forma não era um candidato apropriado. O rei inglês talvez tenha considerado também seu filho ilegítimo Roberto, 1º Conde de Gloucester, como um possível candidato, porém a tradição e costumes da Inglaterra não favoreciam uma ação como essa. Os planos de Henrique mudaram quando o marido de sua filha morreu em 1125.

## Volta à Normandia

### Segundo casamento

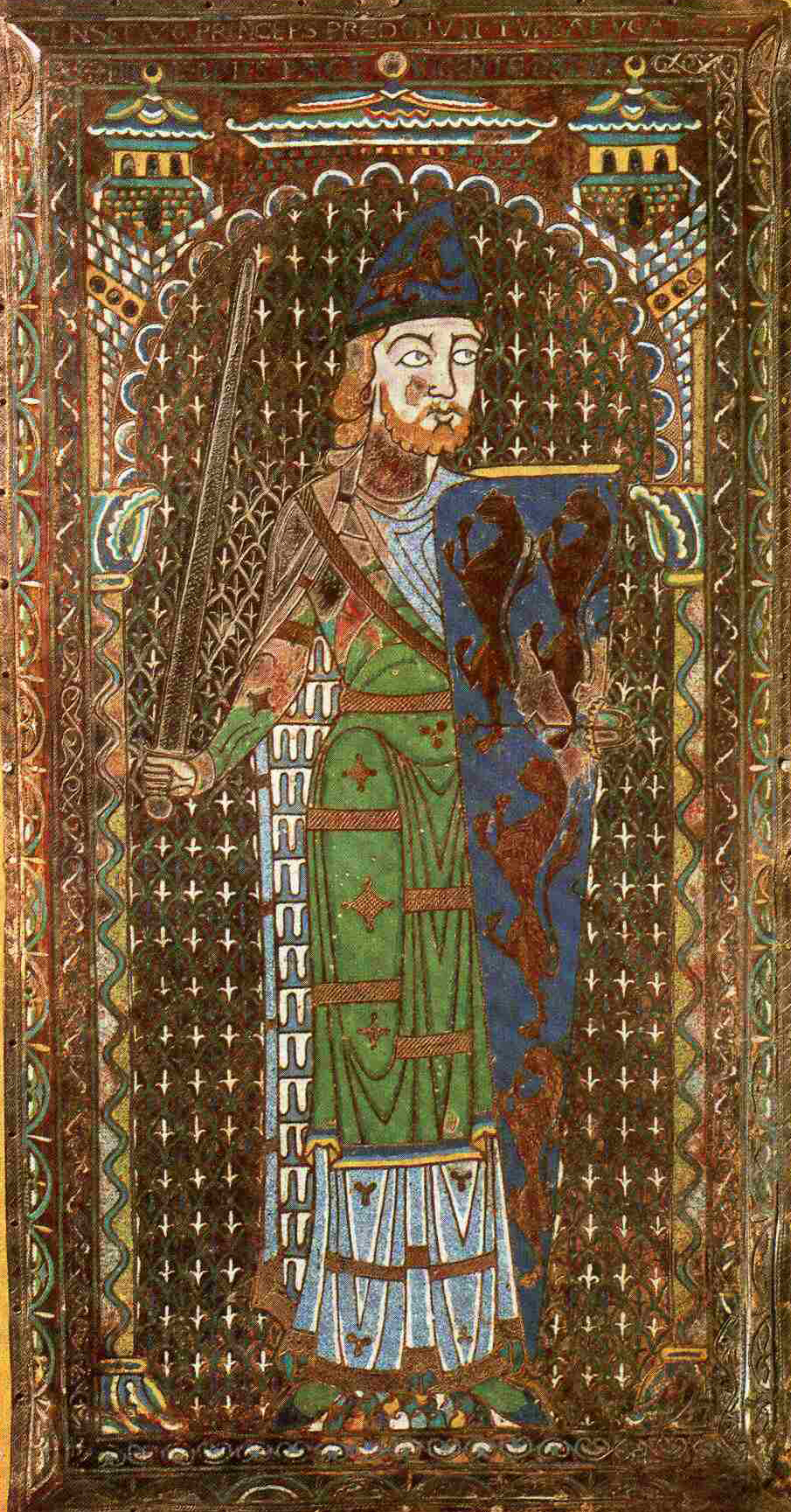
Imagem contemporânea de Godofredo de Anjou.

Matilde voltou para a Normandia em 1125 e passou um ano na corte real, onde seu pai ainda esperava gerar um novo herdeiro através de seu segundo casamento. Matilde passou a ser a segunda escolha de Henrique caso ele falhasse em seu objetivo, declarando que ela deveria ser sua sucessora legítima caso morresse sem deixar um herdeiro homem. Os barões anglo-normandos foram reunidos em Westminster no natal de 1126, jurando em janeiro do ano seguinte reconhecer Matilde e quaisquer futuros herdeiros legítimos que ela pudesse ter.
Henrique começou a procurar formalmente por um novo marido para a filha no começo de 1127 e recebeu várias ofertas de príncipes germânicos do império. Sua preferência era garantir as fronteiras sul da Normandia ao casar Matilde com Godofredo de Anjou, filho e herdeiro de Fulque V, Conde de Anjou. O controle de Henrique sobre a Normandia tinha enfrentado vários desafios desde que ele o conquistou em 1106, com a última ameaça vindo de seu sobrinho Guilherme Clito, feito Conde de Flandres, que tinha o apoio do rei francês. Era essencial para Henrique que ele não enfrentasse ameaças tanto ao sul quanto ao leste da Normandia. Guilherme Adelino tinha se casado com Matilde de Anjou, filha de Fulque, o que teria cimentado a aliança do rei inglês com o conde, porém o naufrágio do Barco Branco acabou com esses planos. Henrique e Fulque discutiram sobre o destino do dote de casamento, com isto encorajando o segundo a apoiar Clito. A solução do rei era agora negociar o casamento entre Matilde e Godofredo, recriando a antiga aliança.

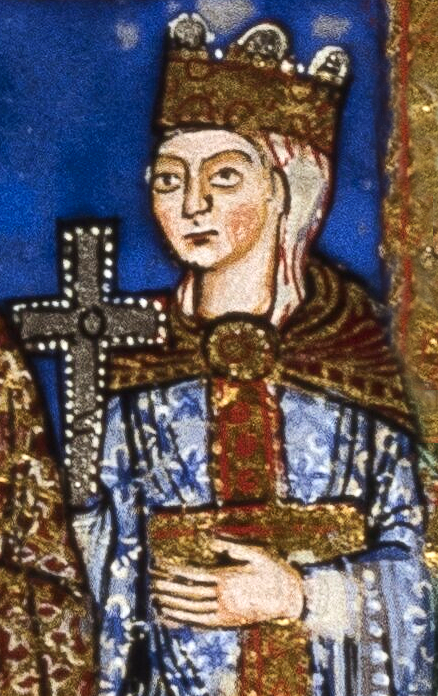
Matilde na coroação de sua neta, Matilde como duquesa da Saxônia numa imagem do Evangelho de Henrique, o Leão, c. 1188.

Matilde aparentemente não gostou muito desse plano. Ela achou que se casar com o filho de um conde diminuía sua própria posição e também provavelmente não estava feliz em se casar com alguém mais novo: Matilde tinha 25 anos e Godofredo apenas treze. Hildeberto de Lavardin, o Arcebispo de Tours, eventualmente interveio para persuadi-la a aceitar a união. Matilde finalmente concordou e viajou até Ruão em maio de 1127 junto com Roberto de Gloucester e Brian FitzCount, formalmente ficando noiva de Godofredo. Fulque decidiu no ano seguinte partir para Jerusalém, tendo as esperanças de tornar-se rei, deixando suas possessões para o filho. Henrique fez seu futuro genro um cavaleiro, com Matilde e Godofredo casando-se uma semana depois em 17 de junho de 1128 em Le Mans numa cerimônia realizada pelos Bispos de Le Mans e Séez. Fulque finalmente deixou Anjou para Jerusalém em 1129, declarando Godofredo como o novo Conde de Anjou e Maine.

### Disputas
O casamento mostrou-se difícil já que o casal particularmente não gostava um do outro. Houve mais disputas sobre o dote de Matilde; ela recebeu de Henrique vários castelos na Normandia, porém não foi especificado quando o casal realmente assumiria a posse deles. Também não se sabia se o rei queria que Godofredo tivesse alguma reivindicação futura sobre a Inglaterra e a Normandia, com ele provavelmente deixando a situação do genro incerta deliberadamente. Matilde deixou Godofredo pouco depois do casamento e retornou para a Normandia. Henrique aparentemente culpou Godofredo pela separação, porém o casal acabou se reconciliando em 1131. Henrique tinha convocado a filha para a Inglaterra e ela chegou em agosto. Foi decidido que Matilde voltaria para Godofredo durante a reunião do grande conselho do rei em setembro. O conselho também aproveitou a oportunidade para que um novo juramento de lealdade fosse feito para reconhecê-la como herdeira de Henrique.
Matilde deu à luz o primeiro filho do casal em março de 1133, chamado de Henrique. O rei ficou imensamente feliz pela notícia e foi visitá-la em Ruão. Um segundo filho chamado Godofredo nasceu em pentecostes de 1134, porém o parto foi extremamente difícil e Matilde aparentemente ficou próxima da morte. Ela fez arranjos para seu testamento e discutiu com o pai sobre onde deveria ser enterrada. Matilde preferia a Abadia de Bec, porém Henrique desejava que ela fosse enterrada na Catedral de Ruão. Ela acabou se recuperando e o rei ficou exultante com o nascimento de seu segundo neto, possivelmente insistindo em uma nova rodada de juramentos para sua corte.
As relações entre Matilde e Henrique ficaram cada vez mais difíceis a partir desse ponto. Ela e Godofredo suspeitavam que não tinham apoio genuíno na Inglaterra, propondo em 1135 de que o rei deveria entregar os castelos reais da Normandia para o casal e insistir que a nobreza normanda jurasse imediatamente lealdade a ela. Isso teria dado aos dois uma posição muito mais poderosa quando Henrique morresse, porém o rei recusou furioso, provavelmente por temer que Godofredo tentasse tomar o poder na Normandia enquanto ele ainda estivesse vivo. Uma rebelião acabou estourando no sul do ducado, com Matilde e Godofredo intervindo pelo lado dos rebeldes.
Henrique repentinamente adoeceu e morreu em Lyons-la-Forêt no meio do confronto. É incerto o que ele disse, se falou alguma coisa, sobre a sucessão antes de morrer. Crônicos contemporâneos foram influenciados pelos eventos posteriores. Alguns favoráveis a Matilde sugeriram que o rei reafirmou sua intenção de passar todas as suas possessões para a filha, enquanto crônicos opositores falam que Henrique tinha voltado atrás em seus planos e pedido desculpas por ter forçado seus barões a prestarem juramentos de lealdade para Matilde.

### Pré-guerra

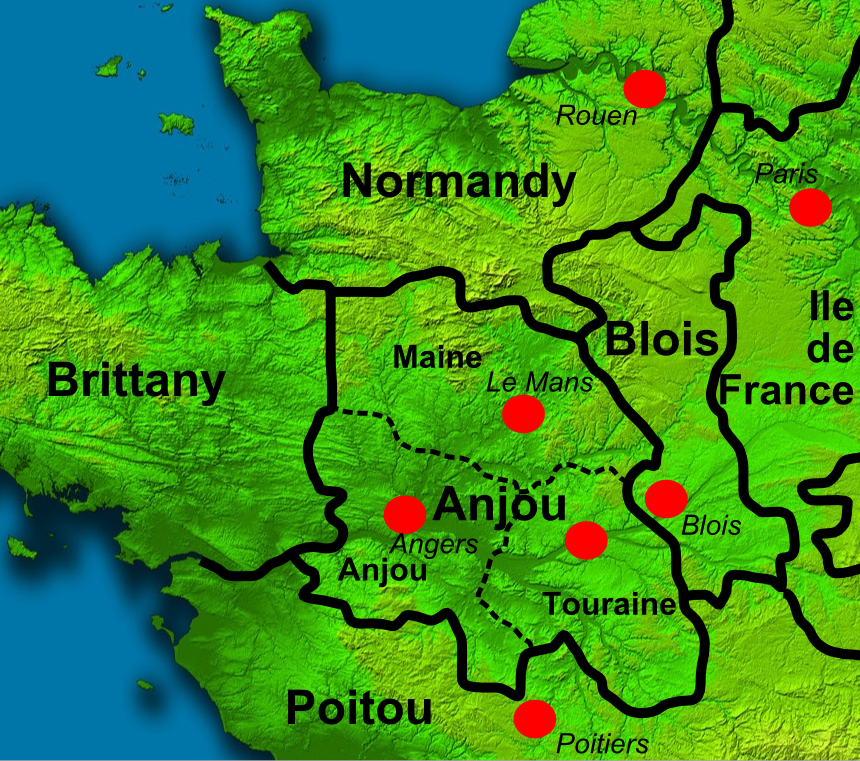
O norte da França na época da morte de Henrique em 1135. Círculos vermelhos indicam grandes centros urbanos.

Quando a notícia da morte de Henrique se espalhou, Matilde e Godofredo estavam em Anjou apoiando os rebeldes em sua campanha contra o exército real, que incluía vários de seus apoiadores como por exemplo Roberto de Gloucester. Muitos desses barões tinham jurado permanecer na Normandia até que o rei fosse propriamente enterrado, o que impedia que eles retornassem para a Inglaterra. O casal mesmo assim aproveitou a oportunidade para marchar até o sul da Normandia e tomar diversos castelos importantes que formavam parte do contestado dote de Matilde ao redor de Argentan. Em seguida eles pararam e foram incapazes de avançar mais, pilhando o interior e enfrentando uma resistência cada vez maior da nobreza normanda e rebeliões dentro ad própria Anjou. Matilde nesse momento também estava grávida com seu terceiro filho, Guilherme; as opiniões dos historiadores variam sobre o quanto isso afetou seus planos militares.
Enquanto isso, as notícias da morte de Henrique chagaram em Estêvão de Blois, que convenientemente estava em Bolonha e partiu para a Inglaterra acompanhado por sua criadagem militar. Roberto de Gloucester havia guarnecido os portos de Dover e Cantuária, com alguns relatos sugerindo que essas forças proibiram Estêvão de aportar. Ele mesmo assim conseguiu chegar em Londres no dia 8 de dezembro e começou a tomar o poder pela Inglaterra nas semanas seguintes. As multidões londrinas proclamaram Estêvão como o novo rei acreditando que este concederia novos direitos e privilégios para a cidade em troca, com seu irmão Henrique de Blois, o Bispo de Winchester, trazendo a Igreja Católica para seu lado. Estêvão tinha jurado apoio a Matilde em 1127, porém Henrique de Blois argumentou convincentemente que o falecido rei estava errado em insistir que sua corte fizesse o juramento, sugerindo que Henrique I tinha mudado de ideia no leito de morte. A coroação de Estêvão foi realizada uma semana depois em 26 de dezembro na Abadia de Westminster.

## Árvore genealógica
A árvore genealógica da família de Matilde:
|                             |                             |                             |                             |                             |                             |  |  |                    |                    |                    |                    |                    |                    |  |  |                       |                       |                       |                       | Guilherme I da Inglaterra | Guilherme I da Inglaterra | Guilherme I da Inglaterra | Guilherme I da Inglaterra | Guilherme I da Inglaterra      | Guilherme I da Inglaterra      |                                |                                | Matilde de Flandres            | Matilde de Flandres            | Matilde de Flandres  | Matilde de Flandres  | Matilde de Flandres   | Matilde de Flandres   |                       |                       |                       |                       |  |  |                          |                          |                          |                          |                          |                          |  |  |                                 |                                 |                                 |                                 |                                 |                                 |  |  |  |  |  |  |  |  |  |  |  |  |  |  |  |  |  |  |
|                             |                             |                             |                             |                             |                             |  |  |                    |                    |                    |                    |                    |                    |  |  |                       |                       |                       |                       | Guilherme I da Inglaterra | Guilherme I da Inglaterra | Guilherme I da Inglaterra | Guilherme I da Inglaterra | Guilherme I da Inglaterra      | Guilherme I da Inglaterra      |                                |                                | Matilde de Flandres            | Matilde de Flandres            | Matilde de Flandres  | Matilde de Flandres  | Matilde de Flandres   | Matilde de Flandres   |                       |                       |                       |                       |  |  |                          |                          |                          |                          |                          |                          |  |  |                                 |                                 |                                 |                                 |                                 |                                 |  |  |  |  |  |  |  |  |  |  |  |  |  |  |  |  |  |  |
|                             |                             |                             |                             |                             |                             |  |  |                    |                    |                    |                    |                    |                    |  |  |                       |                       |                       |                       |                           |                           |                           |                           |                                |                                |                                |                                |                                |                                |                      |                      |                       |                       |                       |                       |                       |                       |  |  |                          |                          |                          |                          |                          |                          |  |  |                                 |                                 |                                 |                                 |                                 |                                 |  |  |  |  |  |  |  |  |  |  |  |  |  |  |  |  |  |  |
|                             |                             |                             |                             |                             |                             |  |  |                    |                    |                    |                    |                    |                    |  |  |                       |                       |                       |                       |                           |                           |                           |                           |                                |                                |                                |                                |                                |                                |                      |                      |                       |                       |                       |                       |                       |                       |  |  |                          |                          |                          |                          |                          |                          |  |  |                                 |                                 |                                 |                                 |                                 |                                 |  |  |  |  |  |  |  |  |  |  |  |  |  |  |  |  |  |  |
|                             |                             |                             |                             |                             |                             |  |  |                    |                    |                    |                    |                    |                    |  |  |                       |                       |                       |                       | Malcolm III da Escócia    | Malcolm III da Escócia    | Malcolm III da Escócia    | Malcolm III da Escócia    | Malcolm III da Escócia         | Malcolm III da Escócia         |                                |                                | Margarida da Escócia           | Margarida da Escócia           | Margarida da Escócia | Margarida da Escócia | Margarida da Escócia  | Margarida da Escócia  |                       |                       |                       |                       |  |  |                          |                          |                          |                          |                          |                          |  |  |                                 |                                 |                                 |                                 |                                 |                                 |  |  |  |  |  |  |  |  |  |  |  |  |  |  |  |  |  |  |
|                             |                             |                             |                             |                             |                             |  |  |                    |                    |                    |                    |                    |                    |  |  |                       |                       |                       |                       | Malcolm III da Escócia    | Malcolm III da Escócia    | Malcolm III da Escócia    | Malcolm III da Escócia    | Malcolm III da Escócia         | Malcolm III da Escócia         |                                |                                | Margarida da Escócia           | Margarida da Escócia           | Margarida da Escócia | Margarida da Escócia | Margarida da Escócia  | Margarida da Escócia  |                       |                       |                       |                       |  |  |                          |                          |                          |                          |                          |                          |  |  |                                 |                                 |                                 |                                 |                                 |                                 |  |  |  |  |  |  |  |  |  |  |  |  |  |  |  |  |  |  |
|                             |                             |                             |                             |                             |                             |  |  |                    |                    |                    |                    |                    |                    |  |  |                       |                       |                       |                       |                           |                           |                           |                           |                                |                                |                                |                                |                                |                                |                      |                      |                       |                       |                       |                       |                       |                       |  |  |                          |                          |                          |                          |                          |                          |  |  |                                 |                                 |                                 |                                 |                                 |                                 |  |  |  |  |  |  |  |  |  |  |  |  |  |  |  |  |  |  |
|                             |                             |                             |                             |                             |                             |  |  |                    |                    |                    |                    |                    |                    |  |  |                       |                       |                       |                       |                           |                           |                           |                           |                                |                                |                                |                                |                                |                                |                      |                      |                       |                       |                       |                       |                       |                       |  |  |                          |                          |                          |                          |                          |                          |  |  |                                 |                                 |                                 |                                 |                                 |                                 |  |  |  |  |  |  |  |  |  |  |  |  |  |  |  |  |  |  |
|                             |                             |                             |                             |                             |                             |  |  | Adela da Normandia | Adela da Normandia | Adela da Normandia | Adela da Normandia | Adela da Normandia | Adela da Normandia |  |  | David I da Escócia    | David I da Escócia    | David I da Escócia    | David I da Escócia    | David I da Escócia        | David I da Escócia        |                           |                           | Maria da Escócia               | Maria da Escócia               | Maria da Escócia               | Maria da Escócia               | Maria da Escócia               | Maria da Escócia               |                      |                      | Edite da Escócia      | Edite da Escócia      | Edite da Escócia      | Edite da Escócia      | Edite da Escócia      | Edite da Escócia      |  |  | Henrique I da Inglaterra | Henrique I da Inglaterra | Henrique I da Inglaterra | Henrique I da Inglaterra | Henrique I da Inglaterra | Henrique I da Inglaterra |  |  |                                 |                                 |                                 |                                 |                                 |                                 |  |  |  |  |  |  |  |  |  |  |  |  |  |  |  |  |  |  |
|                             |                             |                             |                             |                             |                             |  |  | Adela da Normandia | Adela da Normandia | Adela da Normandia | Adela da Normandia | Adela da Normandia | Adela da Normandia |  |  | David I da Escócia    | David I da Escócia    | David I da Escócia    | David I da Escócia    | David I da Escócia        | David I da Escócia        |                           |                           | Maria da Escócia               | Maria da Escócia               | Maria da Escócia               | Maria da Escócia               | Maria da Escócia               | Maria da Escócia               |                      |                      | Edite da Escócia      | Edite da Escócia      | Edite da Escócia      | Edite da Escócia      | Edite da Escócia      | Edite da Escócia      |  |  | Henrique I da Inglaterra | Henrique I da Inglaterra | Henrique I da Inglaterra | Henrique I da Inglaterra | Henrique I da Inglaterra | Henrique I da Inglaterra |  |  |                                 |                                 |                                 |                                 |                                 |                                 |  |  |  |  |  |  |  |  |  |  |  |  |  |  |  |  |  |  |
|                             |                             |                             |                             |                             |                             |  |  |                    |                    |                    |                    |                    |                    |  |  |                       |                       |                       |                       |                           |                           |                           |                           |                                |                                |                                |                                |                                |                                |                      |                      |                       |                       |                       |                       |                       |                       |  |  |                          |                          |                          |                          |                          |                          |  |  |                                 |                                 |                                 |                                 |                                 |                                 |  |  |  |  |  |  |  |  |  |  |  |  |  |  |  |  |  |  |
|                             |                             |                             |                             |                             |                             |  |  |                    |                    |                    |                    |                    |                    |  |  |                       |                       |                       |                       |                           |                           |                           |                           |                                |                                |                                |                                |                                |                                |                      |                      |                       |                       |                       |                       |                       |                       |  |  |                          |                          |                          |                          |                          |                          |  |  |                                 |                                 |                                 |                                 |                                 |                                 |  |  |  |  |  |  |  |  |  |  |  |  |  |  |  |  |  |  |
| Teobaldo IV, Conde de Blois | Teobaldo IV, Conde de Blois | Teobaldo IV, Conde de Blois | Teobaldo IV, Conde de Blois | Teobaldo IV, Conde de Blois | Teobaldo IV, Conde de Blois |  |  | Henrique de Blois  | Henrique de Blois  | Henrique de Blois  | Henrique de Blois  | Henrique de Blois  | Henrique de Blois  |  |  | Estêvão da Inglaterra | Estêvão da Inglaterra | Estêvão da Inglaterra | Estêvão da Inglaterra | Estêvão da Inglaterra     | Estêvão da Inglaterra     |                           |                           | Matilde I, Condessa de Bolonha | Matilde I, Condessa de Bolonha | Matilde I, Condessa de Bolonha | Matilde I, Condessa de Bolonha | Matilde I, Condessa de Bolonha | Matilde I, Condessa de Bolonha |                      |                      | Matilde da Inglaterra | Matilde da Inglaterra | Matilde da Inglaterra | Matilde da Inglaterra | Matilde da Inglaterra | Matilde da Inglaterra |  |  | Guilherme Adelino        | Guilherme Adelino        | Guilherme Adelino        | Guilherme Adelino        | Guilherme Adelino        | Guilherme Adelino        |  |  | Roberto, 1º Conde de Gloucester | Roberto, 1º Conde de Gloucester | Roberto, 1º Conde de Gloucester | Roberto, 1º Conde de Gloucester | Roberto, 1º Conde de Gloucester | Roberto, 1º Conde de Gloucester |  |  |  |  |  |  |  |  |  |  |  |  |  |  |  |  |  |  |
| Teobaldo IV, Conde de Blois | Teobaldo IV, Conde de Blois | Teobaldo IV, Conde de Blois | Teobaldo IV, Conde de Blois | Teobaldo IV, Conde de Blois | Teobaldo IV, Conde de Blois |  |  | Henrique de Blois  | Henrique de Blois  | Henrique de Blois  | Henrique de Blois  | Henrique de Blois  | Henrique de Blois  |  |  | Estêvão da Inglaterra | Estêvão da Inglaterra | Estêvão da Inglaterra | Estêvão da Inglaterra | Estêvão da Inglaterra     | Estêvão da Inglaterra     |                           |                           | Matilde I, Condessa de Bolonha | Matilde I, Condessa de Bolonha | Matilde I, Condessa de Bolonha | Matilde I, Condessa de Bolonha | Matilde I, Condessa de Bolonha | Matilde I, Condessa de Bolonha |                      |                      | Matilde da Inglaterra | Matilde da Inglaterra | Matilde da Inglaterra | Matilde da Inglaterra | Matilde da Inglaterra | Matilde da Inglaterra |  |  | Guilherme Adelino        | Guilherme Adelino        | Guilherme Adelino        | Guilherme Adelino        | Guilherme Adelino        | Guilherme Adelino        |  |  | Roberto, 1º Conde de Gloucester | Roberto, 1º Conde de Gloucester | Roberto, 1º Conde de Gloucester | Roberto, 1º Conde de Gloucester | Roberto, 1º Conde de Gloucester | Roberto, 1º Conde de Gloucester |  |  |  |  |  |  |  |  |  |  |  |  |  |  |  |  |  |  |